# Leo Antony Gleaton
Leo Antony (Tony) Gleaton (4 de agosto de 1948 – 14 de agosto de 2015) era un fotógrafo afroestadounidense. Nacido en Detroit, Míchigan, se movió con su familia a California a la edad de 11 años. Se unió a la Infantería de marina después del instituto, entonces persiguió un grado universitario en la Universidad de Los Ángeles de California, donde se interesó en la fotografía. Una gran parte de su trabajo consistió en capturar imágenes del desplazamiento africano en Occidente (las Américas) y su influencia. También era conocido por su fotografía de cowboys negros. Gleaton murió en su casa en Palo Alto, California, el 14 de agosto de 2015 después de una larga batalla contra el cáncer oral.

## Educación y vida tempranas
Gleaton nació en una familia de clase media. La madre de Gleaton, Geraldine Woodson, maestra de escuela, y su padre, Leo, un oficial de policía, se separaron cuando tenía 11 años de edad.. Su madre entonces reubicó su familia en Los Ángeles, California. Empezó su carrera colegial en la East Los Angeles Junior College donde jugó fútbol. Lo dejó en 1967 para unir el Cuerpo Marino, sirviendo una visita en Vietnam. En 1970 regresó a los EE. UU. Y se inscribió en la UCLA bajo el proyecto de ley GI, pero no se graduó. Gleaton También tomó clases en la Universidad de California, Berkeley y la Universidad de Centro del Arte de Diseño en Pasadena con beca.

## Carrera
En 1977 Gleaton dejó California para ir a la Ciudad de Nueva York, donde empezó su carrera con un interés en fotografía de moda. En 1980 dejó Nueva York y el mundo de la fotografía de moda. En los siguientes años viajó alrededor de Texas y México, donde hizo un puñado de trabajos manuales, incluido el trabajo en la construcción y en campos petrolíferos. A partir de este punto, Gleaton hizo una carrera al fotografiar vaqueros negros, nativos americanos, afroamericanos, afromexicanos y mexico-estadounidenses. Su enfoque fue el suroeste multicultural.
La atención de Gleaton fue la raza. Descubrió que la mayor mezcla de cultura estaba en América del Sur, México y América Central; por lo tanto, pasó la mayor parte de su tiempo y energía allí. Afrontó algún escrutinio debido a su aspecto. Tenga piel ligera y ojos verdes. Lucía diferente a los sujetos fotografiados, así que algunos de ellos estaban incómodos con él fotografiándoles.
Él es más conocido por su exposición itinerante de fotografías con el Instituto Smithsoniano llamado Legado de África en México (Africa’s Legacy in Mexico) que comenzó en la década de 1990. Esta exhibición contenía fotos como "Man & Canoe" y "My Father, My Son". El catálogo de la exposición de Gleaton contenía una entrada del diario titulada "Diario de Oaxaca", en la que escribió en 1988 sobre un viaje que realizó en México para fotografiar. En la exposición, las fotos de Gleatons y la entrada del diario acompañaron artículos sobre afromexicanos escritos por Martínez Montiel, Miriam Jiménez Román y Palmer.